# Перший бастіон (Севастополь)
Перший бастіон — фортифікаційна споруда, один з восьми бастіонів у Севастополі часів Кримської війни, що знаходилась між Ушаковою балкою і Кілен-бухтою.

## Історія

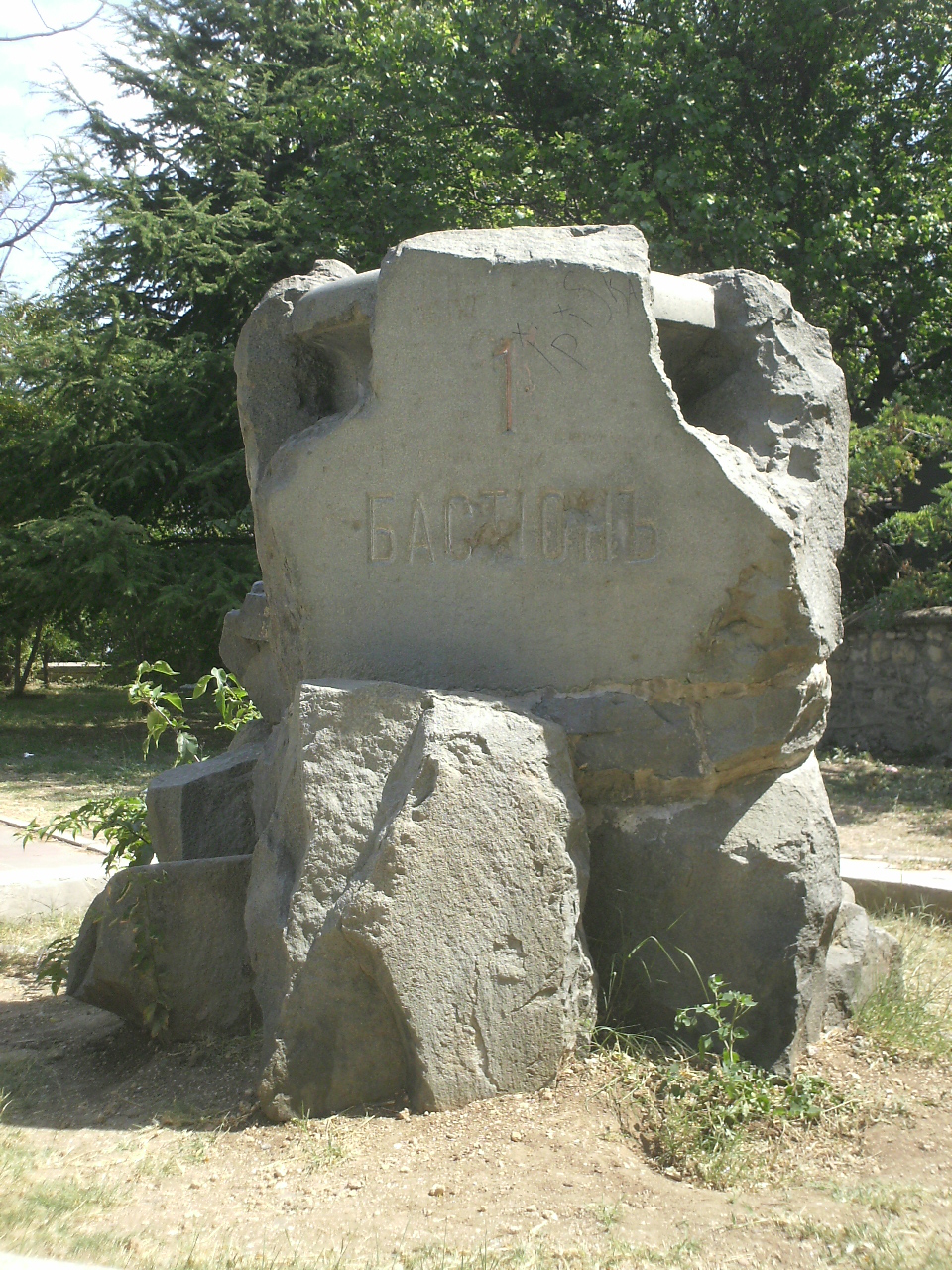
Пам'ятник першому бастіону

Спочатку на місці майбутнього бастіону інженерна команда під керівництвом військового інженера капітана Ф. А. Старченка побудувала артилерійську батарею, озброєну чотирма гарматами, пізніше додали ще п'ять гармат. Біля батареї в скелі видовбали рів. Проте бастіоном укріплення стало тільки на початку червня 1855 року, коли моряки з корабля «Париж» спорудили в його тиловій частині батарею, що отримала номер 107.
З самого початку оборони Севастополя першим бастіоном командував капітан-лейтенант В. К. Орлов. Після його загибелі в липні 1855 року укріпленням став командувати лейтенант 35-го флотського екіпажу П. М. Нікітін.
Для особового складу першого бастіону ще в 1851 році з інкерманського каменю побудували оборонну казарму з підвалом до 300 осіб (автор проекту Ф. А. Старченко). Довжина її фасаду  — 80 м, ширина — 12 м, висота — 4,2 м. Ця інженерна споруда знаходиться на вулиці Хрульова. У дні першої оборони в казармі зберігалися продовольство, порох, в ній жили офіцери. Укріплення використовувалось і як перев'язувальний пункт.

## Пам'ять
В 1905 році в Севастополі відкрито пам'ятник воїнам першого бастіону. В 1934 році в Нахімовському районі Севастополя на честь бастіону названо вулицю.